# 斷腸劍 (電影)
《断肠剑》，由1967年香港邵氏公司出品由張徹導演的香港武侠片，由王羽、秦萍等主演的電影。影片主要讲述的是李嶽
为了躲避官府追捕，成为平民，隐藏自己会功夫的事实，后在一些原因下重出江湖的故事。

## 電影內容
方君兆在一次意外中遇到了一个看起来平平常常的马夫，而后经过一段时间的相处，方君兆得知此人是一个江湖好手李嶽，此人因为之前为了父亲杀死了官吏，于是他为了躲避官府的追捕，尽量装作成一个平民。
不过巧的是，方君兆之前曾遇到一个女子，这个女子是李嶽得未婚妻，并且方大侠也暗恋过这个女子，但是出租江湖的道义，他决定不这么做，并且找机会让这个女子与其未婚夫见面。而暗恋李嶽的一个女子得知后，于是也觉得让李嶽和其未婚妻团聚。
而与此同时，飞鱼岛的恶徒已经开始行动了，为了阻止恶徒的行动，李嶽决定出手。虽说最后李嶽击败了所有人，但是他也因为伤重而亡，随后，其未婚妻也在自尽中，随着李岳而去……

## 演员表
- 王羽 饰 李岳
- 秦萍 饰 贞儿
- 乔庄 饰 方君兆
- 焦姣 饰 石小眉
- 陈鸿烈
- 郑雷
- 金童
- 魏平澳
- 田丰
- 李影
- 房勉
- 彭鹏
- 樊梅生
- 午马
- 唐迪
- 林骢
- 李允中
- 胡同

## 備註
1. ↑  .   [2021-11-01]. （原始内容存档于2021-11-01）.

## 外部連結
- 豆瓣链接 （页面存档备份，存于）
- 互联网电影数据库（IMDb）上《断肠剑》的资料（英文）
- 香港影库链接 （页面存档备份，存于）
- 光影久久电影资料库链接 （页面存档备份，存于）